# Jean-Joseph Lenoir
Ne doit pas être confondu avec Jean-Joseph Étienne Lenoir, Jean Lenoir ou Jean Le Noir.
Jean Joseph Lenoir, né le 31 mai 1913 à Braine-le-Comte et mort le 3 mars 2002, est un homme politique belge.

## Mandats
- Membre de la Chambre des représentants de Belgique par l'arrondissement de Nivelles : 1961-1965

## Sources
- P. Van Molle, Het Belgisch parlement 1894-1969, Gent, Erasmus, 1969 p. 220

- Ressource relative à plusieurs domaines :   - ODIS